# 大桥镇 (仁化县)
大桥镇位于仁化县南部，南岭山脉南麓，境内以山地、丘陵为主，林地面积大，森林覆盖率高（66.2%）。南面是曲江区、浈江区，距韶关市市区约20公里。该镇的西部是属丹霞地貌的红色石山群，现为丹霞山世界地质公园的一部分。大桥镇历来属曲江县管辖，2004年中，韶关韶分行政区划作了调整，大桥和另外两个原属曲江县的镇黄坑、周田一起划到了仁化县。

## 行政区划
现辖：
大桥社区、大桥村、亲联村、共和村、水江村、古洋村和长坝村。

## 特产
长坝沙田柚：国家地理标志产品。